# Porträt mit Äpfeln
Porträt mit Äpfeln, auch Elisabeth mit Äpfeln ist ein Gemälde von August Macke aus dem Jahr 1909. Es zeigt seine Ehefrau Elisabeth und entstand kurz nach ihrer Hochzeit. In diesem Bild zeigt sich der Einfluss des Fauvismus auf Macke, dessen Kunst er auf der Hochzeitsreise nach Paris kennen lernte. Es markiert den Beginn seiner öffentlichen künstlerischen Wertschätzung. Heute ist das Werk in der Städtischen Galerie im Lenbachhaus, München zu besichtigen.

## Beschreibung, Hintergrund und Bedeutung
Das Porträt ist in der Technik Öl auf Leinwand ausgeführt und hat die Maße 66 × 59,5 cm. 1912 kaufte es der Kunstmäzen Bernhard Koehler, ein Onkel von Elisabeth Gerhardt, anlässlich der Sonderbund-Ausstellung in Köln. Die Bernhard und Elly Koehler Stiftung überließ es 1965 als Schenkung der Städtischen Galerie im Lenbachhaus, München. Das Bild ist in der Mitte rechts signiert mit Macke 1909, trägt auf der Rückseite den Titel Porträt mit Äpfeln, Macke. Inventarnummer: G 13 326.
Das Bild zeigt die schwangere Elisabeth als Halbfigur, ihr stilles Gesicht ist dem Künstler zugewandt, aber die leicht niedergeschlagenen Augen sind zu einem imaginären Punkt rechts außerhalb des Bildes gerichtet. In den Händen hält sie eine Schale mit drei Äpfeln in gelb, rot grün rot und rot gelb. Die Figur steht nicht mittig im Bild, denn der durch eine Schnur geraffte gelbliche Vorhang am rechten Bildrand rückt sie etwas nach links. Die Lichtführung ist sanft, der weiße über die Schultern gelegte Umhang hellt die Komposition auf und deutet die sanfte Rundung ihrer Brust unter dem grünen Kleid an. Der Hintergrund des Bildes ist flächig bräunlich schwarz und lenkt nicht von der Figur ab. So zeigt der Künstler seine geliebte Frau als Hauptsache.
August Macke und Elisabeth Gerhardt heirateten Anfang Oktober 1909. Ihre Hochzeitsreise führte sie auf Anregung von Louis Moilliet nach Paris. Doch in der ersten Nacht bekam Elisabeth starke Blutungen und musste in ein Krankenhaus gebracht werden, die Sorge vor einer Fehlgeburt war groß. Ende Oktober 1909 siedelten sie sich in Tegernsee an, wo auch dieses Bild entstand. Hier begann der Erfolg des Künstlers, der in Paris die Malerei der Fauves studiert hatte und seitdem von deren Stil beeinflusst war. Mackes künstlerische Frühphase wurde mit diesem Bild abgeschlossen. Zwar zeigen sich noch Schwächen, so in der Darstellung der Hände, doch Macke war nun in der Lage, mit seinen Werken Geld zu verdienen. Formal erinnert dieses Bild stark an das Spätwerk von Paul Cézanne, besonders die Schale mit den Äpfeln scheint nur aus „Farbsubstanz“ zu bestehen, das Porträt wirkt wie ein Stillleben. Der Kunsthistoriker Gustav Vriesen vermutet in der Lichtführung, das Gesicht wird von unten links beleuchtet, Einflüsse von Edgar Degas, dessen Werke Macke von seinen Museumsbesuchen in Paris kannte.
Elisabeth war immer August Mackes bevorzugtes Modell. Sie stellt eine Besonderheit dar, denn vor allem war sie auch eine der wenigen individuell porträtierten Personen in seinem Werk. Aus der Tegernseer Zeit zeigen viele der stillen, in Komposition, Farbgebung und Umgebung harmonischen Bilder sie in zahlreichen Posen, lesend, nähend, das Kind haltend, aber immer mit gesenktem Blick. So erhält das Motiv eine abgeschiedene konzentrierte Atmosphäre. Die Entstehung des Bildes beschrieb Elisabeth in ihrem Buch Erinnerung an August Macke. Als hochschwangere Frau konnte sie nicht lang stehen, so saß sie zwischendurch erhöht auf einem Stuhl, während das Kind sich in ihrem Bauch immer wieder bewegte, ein für sie „beglückendes Gefühl“. Sowohl ihr als auch ihrem Mann gefiel das Bild, dass es eigentlich nicht verkauft werden sollte, aber Bernhard Koehler, dem Macke in der Sonderbund-Ausstellung von 1912 die freie Auswahl gewährt hatte (er glaubte nicht, dass es verkäuflich sei), suchte sich dieses Bild aus.

## Ausstellungen (Auswahl)
- Sonderbund-Ausstellung, Köln 1912
- Kunstsalon Walter Cohen, Bonn 1912
- Galerie Ernst Arnold, Dresden 1913
- Neuere deutsche Kunst aus Berliner Privatbesitz, Berlin 1928
- Der Blaue Reiter, München 1949
- August Macke, Münster 1957
- The Blue Rider Group, London - Edinburgh 1960
- Der Blaue Reiter und sein Kreis, Winterthur 1961
- Bernhard Koehler - Stiftung, München 1965
- August Macke und Franz Marc. Eine Künstlerfreundschaft. 9. September 2014 bis 4. Januar 2015 im Kunstmuseum Bonn und vom 28. Januar bis 3. Mai 2015 in der Städtischen Galerie im Lenbachhaus, München (Gedächtnisausstellung zum 100. Todestag Mackes)[5][6]